# Institut runologique de France
Institut runologique de France (IRF) är sedan 2006 ett forskningsprojekt med säte vid Musée d'Archéologie nationale i Saint-Germain-en-Laye. Syftet är att successivt publicera forskning om Frankrikes runinskrifter i Inscriptions runiques de France (IRF), en mindre franskspråkig motsvarighet till Sveriges runinskrifter. IRF-publikationerna ingår i en större skriftserie utgiven av Association française d'Archéologie mérovingienne (AFAM).

## Publicerade band av Inscriptions runiques de France
- Les Seigneurs des anneaux – Inscriptions runiques de France tome I (2007).

## Planerade band av Inscriptions runiques de France
- Band 2 om kontinentalgermanska runristade dräktspännen, framförallt Charnayspännet.
- Band 3 om anglosaxiska runmynt och manuskriptarunor funna i Frankrike.
- Band 4 om de anglosaxiska relikskrinen med runinskrifter, framförallt Franks Casket.
- Band 5 om de nordiska runinskrifterna funna i Frankrike